# Francisco Cassiani
Francisco Cassiani Gómez (* 22. April 1968 in Arboletes) ist ein ehemaliger kolumbianischer Fußballspieler. Der Innenverteidiger spielte zweimal für die Nationalmannschaft.

## Karriere

### Verein
Francisco Cassiani begann seine Profikarriere 1986 bei Cúcuta Deportivo und kam über den Envigado FC 1993 zu Atlético Junior. Dort gewann er die Meisterschaften 1993 und 1995. 1998 wechselte der Defensivakteur nach Argentinien zu Rosario Central, kehrte im Folgejahr allerdings nach Kolumbien zurück und unterschrieb bei Deportes Quindío. Nach einer kurzzeitigen Rückkehr zu Atlético Junior sammelte er in den Folgejahren in Chile bei den Santiago Wanderers und in Peru bei Alianza Atlético weitere Auslandserfahrung. Sein letztes Karrierejahr verbrachte er wieder in seiner Heimat bei Atlético Huila.

### Nationalmannschaft
Cassiani spielte in zwei Freundschaftsspielen für Kolumbien. Er debütierte im November 1995 gegen Mexiko, nachdem er mit der Nationalmannschaft bereits an der Copa América 1995 teilgenommen hatte, allerdings ohne Einsatz geblieben war. Sein zweites und letztes Spiel im Nationaldress bestritt er im August 1997 gegen Peru.

## Erfolge
Atlético Junior
- Kolumbianischer Meister: 1993, 1995

## Sonstiges
Sein jüngerer Bruder Geovanis Cassiani ist ebenfalls ehemaliger Fußballspieler, der auch in der Nationalmannschaft spielte.